# Toros Roslin
Toros Roslin (Թորոս Ռոսլին) (c.1210 – 1270) sau (c.1216 – 1288) a fost cel mai remarcabil miniaturist din Armenia în Evul Mediu.
Biografii artiștilor armeni medievali au avut tendința de a ignora acele aspecte pe care, în prezent, le considerăm importante. Din această cauză, și din altele, în acest moment foate puține elemente biografice se cunosc cu precizie.
Ceea ce se poate spune cu precizie este că a activat în Regatul Armean al Ciliciei (Cilicia), și aceasta datorită patronilor pentru care a lucrat. Se mai menționează faptul că a avut un fiu adult. Acesta ar fi un indiciu că fost preot (și nu călugăr, deoarece călugării nu aveau copii), având în vedere că persoanele laice nu ar fi făcut Biblii cu anluminuri. Deoarece lucrările sale au avut influențe bizantine și italiene, unii cred că pe la vârsta de 20-30 de ani a călătorit prin țări străine. În jurul anului 1256 a făcut portretul lui Leon III al Armeniei, pe când acesta era încă prinț. A lucrat și pentru prințul Vasak.